# Zífid de quatre dents
Els zífids de quatre dents (Berardius) són un gènere de tres espècies de zífids: el zífid de quatre dents meridional (Berardius arnuxii), el zífid de quatre dents septentrional (Berardius bairdii) i el zífid de quatre dents petit (B. minimus). Les dues espècies són tan similars que alguns científics consideren la seva separació en diverses espècies com a anomalia històrica. Són els zífids més grossos i a vegades se'ls anomena zífids gegants.